# Медаль 3 травня
Медаль 3 травня медаль.

## Історія
Медаль була встановлена постановою Президії Ради Міністрів Республіки Польща 25 квітня 1925 року як почесне відзнака за результати, досягнуті громадянами Республіки Польща, 
Оскільки він не був затверджений Сеймом відповідним законом , він був виданий лише один раз - в 1925 році.

## Опис нагороди
Ознакою прикраси є двостороння медаль діаметром 30 мм, штампована сріблом . На лицьовій стороні є зображення державного орла , так само, як на монетах 1 і 2 злотих. Під кігтями орла знаходяться два діаманта, а в ободі напис: "RZECZPOSPOLITA POLSKA". На звороті медалі накладається дворядковий напис: "3 травня 1925 року" ( „3 MAJ 1925” ), а під ним - порядковий номер з номером нагородження. Медаль носили на стрічці шириною 38 мм (трикутна або поздовжня) з поперечними білими і червоними смугами.

## Нагородження
Медаль надавалася в першу чергу військовим, офіцерам Варшавського гарнізону:
- por. Wiesław Bończa-Tomaszewski
- kpt. Józef Walenty Furmanek
- ppłk Tadeusz Stefan Kamiński
- por. Karol Poraj-Koźmiński
- mjr Remigiusz Kwiatkowski
- por. Franciszek Lewanda
- ppłk Gustaw Paszkiewicz
- mjr Franciszek Perl
- ppłk Tadeusz Petrażycki
- mjr Stefan Szlaszewski